# Salomon Frankfurter (Bibliothekar)
Salomon Friedrich Frankfurter (geboren 9. November 1856 in Pressburg, Kaisertum Österreich; gestorben 24. September 1941 in Wien) war ein österreichischer Bibliothekar.

## Leben

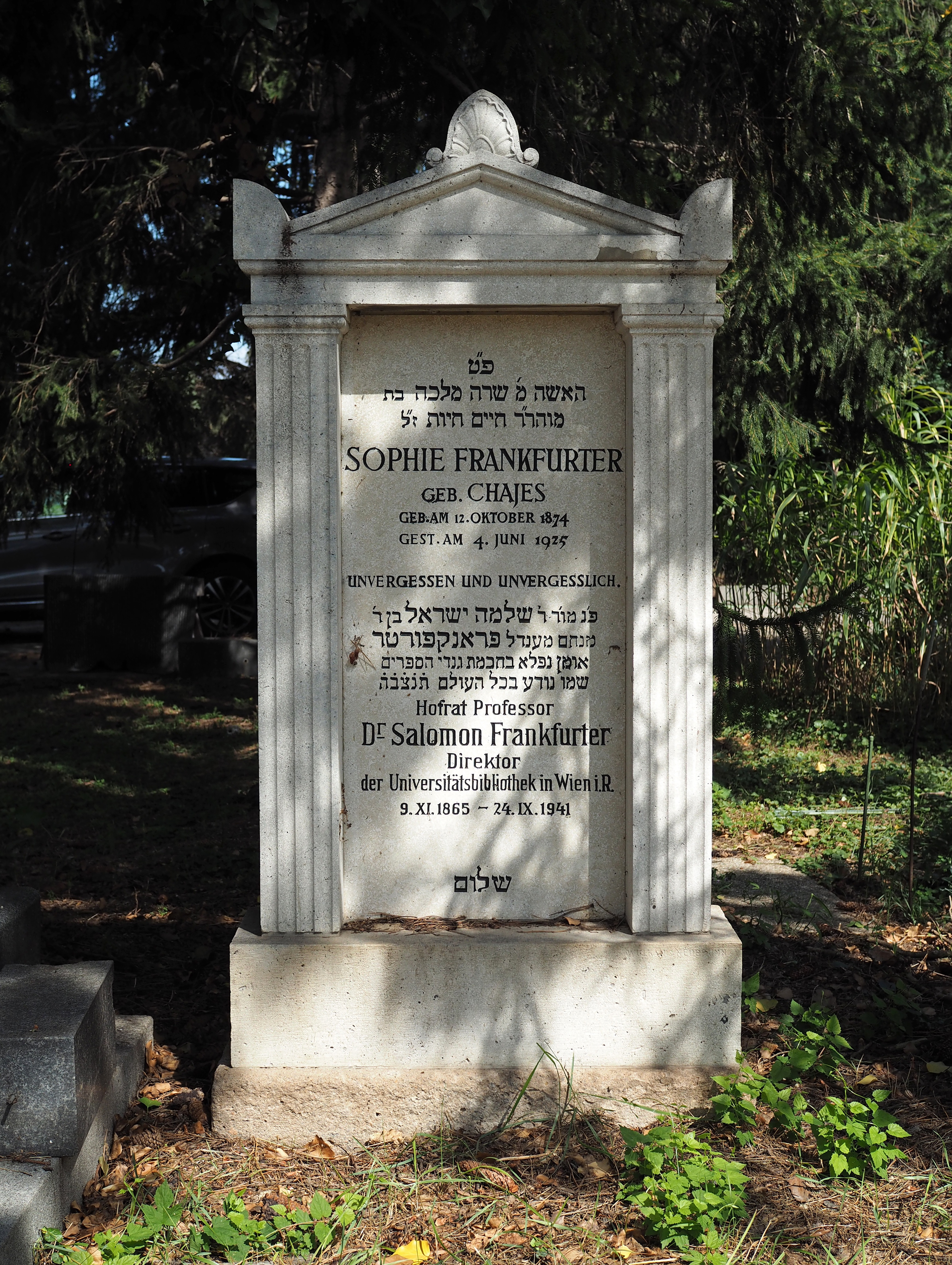
Grab von Salomon Frankfurter und seiner Gattin Sophie auf dem Wiener Zentralfriedhof

Salomon Frankfurter war ein Sohn des bei der Israelitischen Kultusgemeinde (IKG) in Wien tätigen Emanuel Frankfurter und seiner zweiten Frau Johanna Wertheimer. Sein älterer Bruder Leopold Frankfurter wanderte 1896 in die USA aus, wo dessen Sohn Felix Frankfurter (1882–1965) als Jurist Karriere machte.
Frankfurter heiratete 1897 Sofie Chajes-Horowitz (1874–1925). Ihre Tochter Alice Frankfurter, später Lisa Frank (geboren 1900) war von 1928 an Sekretärin des Wiener Hagenbunds und floh 1938 in die USA. 
Frankfurter besuchte die Talmud-Thora-Schule in der Leopoldstadt und machte die Matura am Akademischen Gymnasium. Er studierte klassische und deutsche Philologie in Wien und Berlin. In Wien war er Stipendiat des archäologisch-epigraphischen Seminars und wurde 1883 mit einer Dissertation über die Autorschaft der Scriptores Historiae Augustae promoviert.
Frankfurter war ab 1881 als Volontär an der Universitätsbibliothek Wien beschäftigt und wurde 1884 dort Referent für Archäologie, Pädagogik und Judaismus. 1909 wurde Frankfurter Konsulent für Bibliothekswesen und jüdische Kultusangelegenheiten im Kultusministerium. Im Jahr 1910 wurde er zum Vizedirektor der Universitätsbibliothek Wien befördert und am 28. Oktober 1919 zum Direktor. Er erhielt den Titel Hofrat. Frankfurter wurde Mitglied des Verwaltungsrats der Deutschen Bücherei in Leipzig. 
Frankfurter war Mitarbeiter in verschiedenen Fachzeitschriften. Frankfurter wurde 1923 pensioniert und erhielt den Ehrentitel Professor. Im Ständestaat erfolgte 1934 seine Berufung in den Bundeskulturrat. 
Neben seiner Tätigkeit als Bibliothekar verfolgte er altertumskundliche Interessen und wurde 1891 korrespondierendes Mitglied des Deutschen Archäologischen Instituts, ab 1900 auch des Österreichischen Archäologischen Instituts, sowie Mitglied des Kuratoriums des Vereins Carnuntum. 
Frankfurter war Mitglied verschiedener Kommissionen der Israelitischen Kultusgemeinde Wien.
Nach dem Anschluss Österreichs wurde Frankfurter Im März 1938 verhaftet und erst nach Intervention der britischen Politikerin Nancy Astor freigelassen. Seine Privatbibliothek wurde 1940 von den Nationalsozialisten geraubt. 
Sein Grab, das nach 1945 zum Ehrengrab der Stadt Wien gewidmet wurde, befindet sich im neuen jüdischen Teil des Wiener Zentralfriedhofs (Tor 4, Gruppe 2, Reihe 3, Nr. 16).

## Ehrungen
Frankfurter erhielt 1908 das Ritterkreuz des Franz-Joseph-Ordens und 1911 das Offizierskreuz des griechischen Erlöser-Ordens.
In der Republik Österreich erhielt er 1931 das Große Silberne Ehrenzeichen für Verdienste um die Republik Österreich und im Ständestaat 1936 das Komturkreuz des österreichischen Verdienstkreuzes mit dem Bande.

## Schriften (Auswahl)
- mit Wilhelm Kubitschek: Führer durch Carnuntum. Wien: R. Lechner, 1891.
- Graf Leo Thun-Hohenstein, Franz Exner und Hermann Bonitz. Beiträge zur Geschichte der österreichischen Unterrichtsreform. Wien: Hölder, 1893.
- Thun-Hohenstein, Graf Leo. In: Allgemeine Deutsche Biographie (ADB). Band 38, Duncker & Humblot, Leipzig 1894, S. 178–212.
- (Hrsg.): Serta Harteliana. Festschrift Wilhelm von Hartel. Wien: F. Tempsky, 1896.
- Das altjüdische Erziehungs- und Unterrichtswesen im Lichte moderner Bestrebungen. Vortrag. Wien: Löwit, 1910.
- Wilhelm von Hartel. Ein Leben und Wirken. Zur Enthüllung des Denkmales in der Universität am 9. Juni 1912. Wien/Leipzig 1912.
- Josef Unger. Das Elternhaus – die Jugendjahre 1828–1875. Wien: Braumüller, 1917.
- Die Heranbildung der Mittelschullehrer. Das Eötvös-Kollegium in Budapest und seine Vorbilder. Wien: Gerold, 1919.
- Österreichs Bildungswesen. Die Volks-, Bürger- und Mittelschulen. Wien: Fromme, 1920.
- Dr. R. Kukulas Lebenserinnerungen. Gewidmet den Freunden der Wahrheit. Wien 1926.
- Salomon Ehrmann, 19. Dezember 1854 – 24. Oktober 1926. Ein Gedenkblatt. In: Menorah: jüdisches Familienblatt für Wissenschaft, Kunst und Literatur, 4. Jahrgang, Heft 12 (Dezember 1926), S. 666–669.
- Michael Holzmann. In: Zentralblatt für Bibliothekswesen, Jg. 49, 1932, S. 146–148.
- Gottlieb August Crüwell †. In: Zentralblatt für Bibliothekswesen, Jg. 49, 1932, S. 188–191.